# ISAF

Az ISAF logója. A کمک و همکاری [Komak va Hamkari] pastu felirat jelentése „Segítség és együttműködés”.

A Nemzetközi Biztonsági Közreműködő Erő (angolul International Security Assistance Force, ISAF) a NATO vezette nemzetközi stabilizációs haderő volt Afganisztánban.
Az ISAF felállítására és működésére 2001. december 20-án az ENSZ Biztonsági Tanácsa adott felhatalmazást a NATO számára. Kezdetben csak a főváros, Kabul környékének biztosítása volt a feladata, de később az egész ország területére kiterjesztette a tevékenységét. A NATO 2003. augusztus 11-én vette át az ISAF felett a parancsnokságot.
Az ISAF kötelékében kezdetben körülbelül 32 000 katona és civil szolgált, köztük egy magyar katonai század. 2011-ben volt a legnagyobb a létszáma, 50 országból kb. 130 ezer külföldi katona állomásozott Afganisztánban. 2011 közepén kezdődött meg a feladatok átadása a 350 ezer fős afgán biztonsági erőknek. A misszió 2015 január 1-jén ért véget. Az ISAF összesen 3485 katonát veszített.
Az első magyar csapatok 2004 augusztusában érkeztek Afganisztánba. Kabulban teljesítettek szolgálatot körülbelül 160 fős létszámmal, majd 2006 októberében feladatul kapták, hogy vegyék át a Baglán tartomány székhelyén, Pol-e Kumriban található holland PRT feladatait. A PRT 2007. április elején került teljes egészében magyar irányítás alá.

## Felépítés

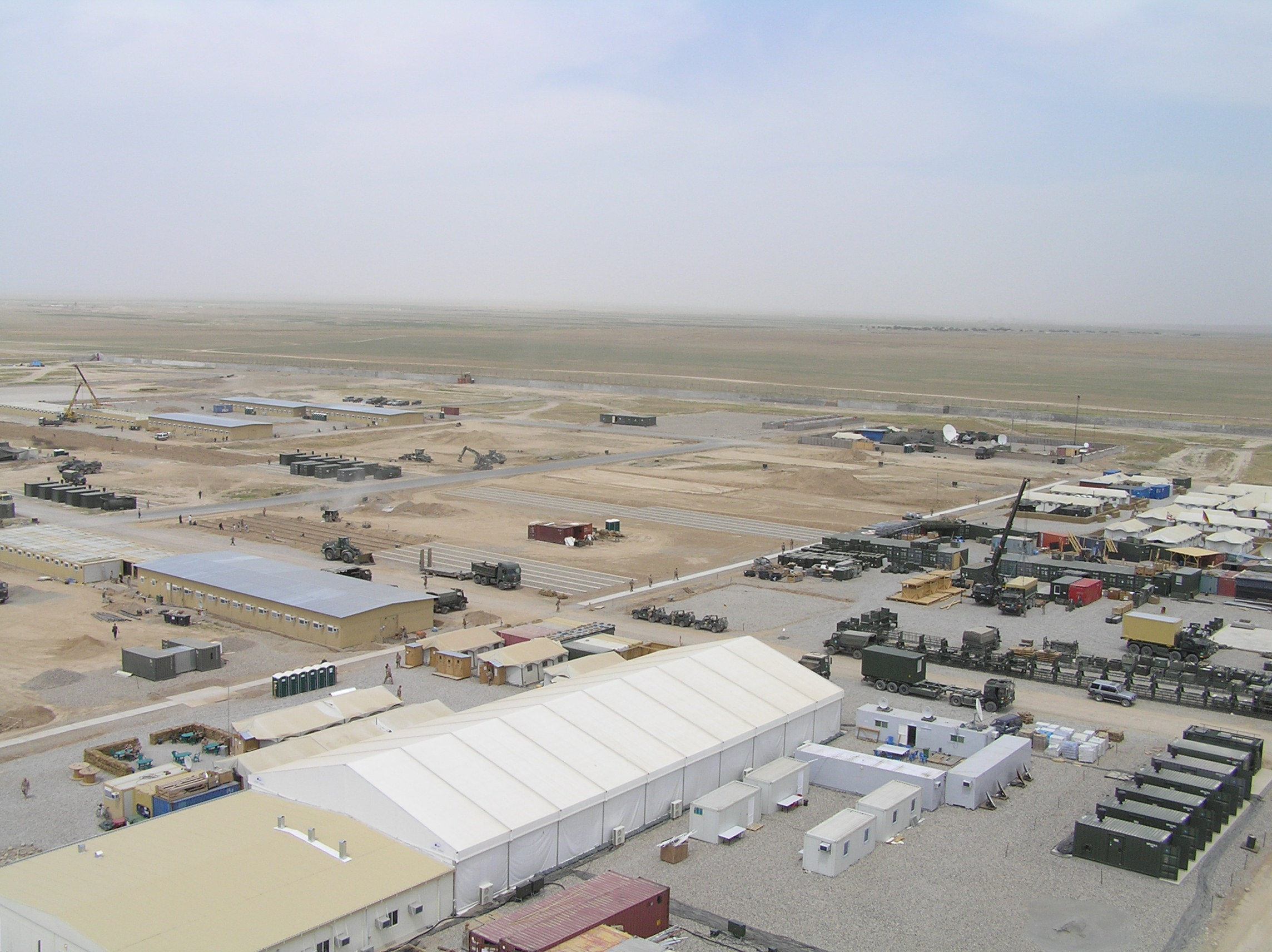
Camp Marmal, Afganisztán

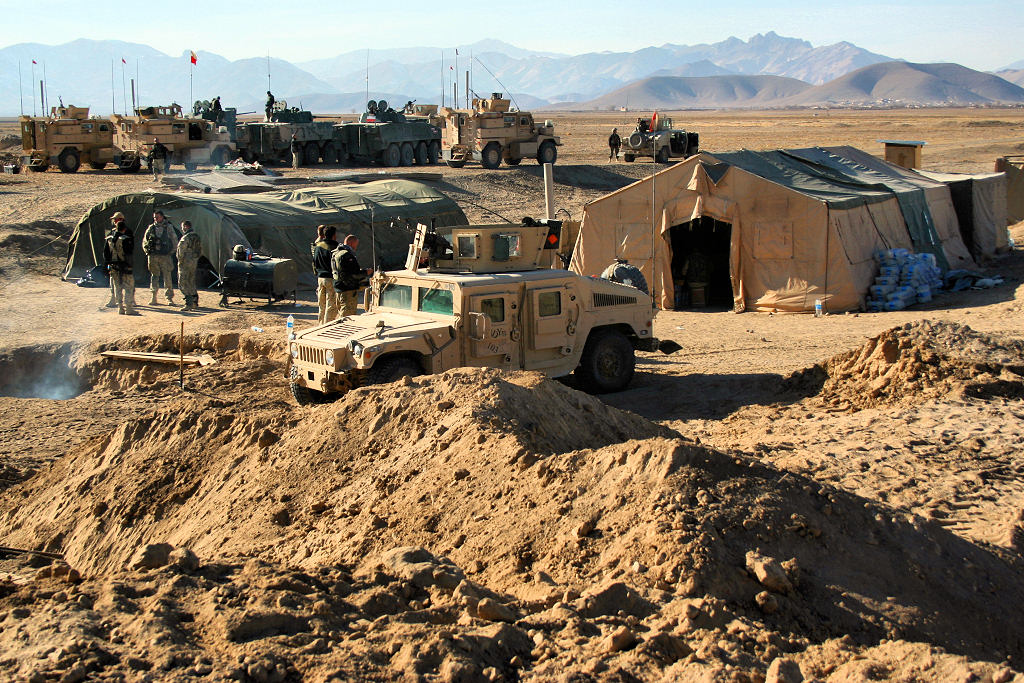
Lengyel katonák őrzik az 1-es számú főutat Kabul és Kandahár között

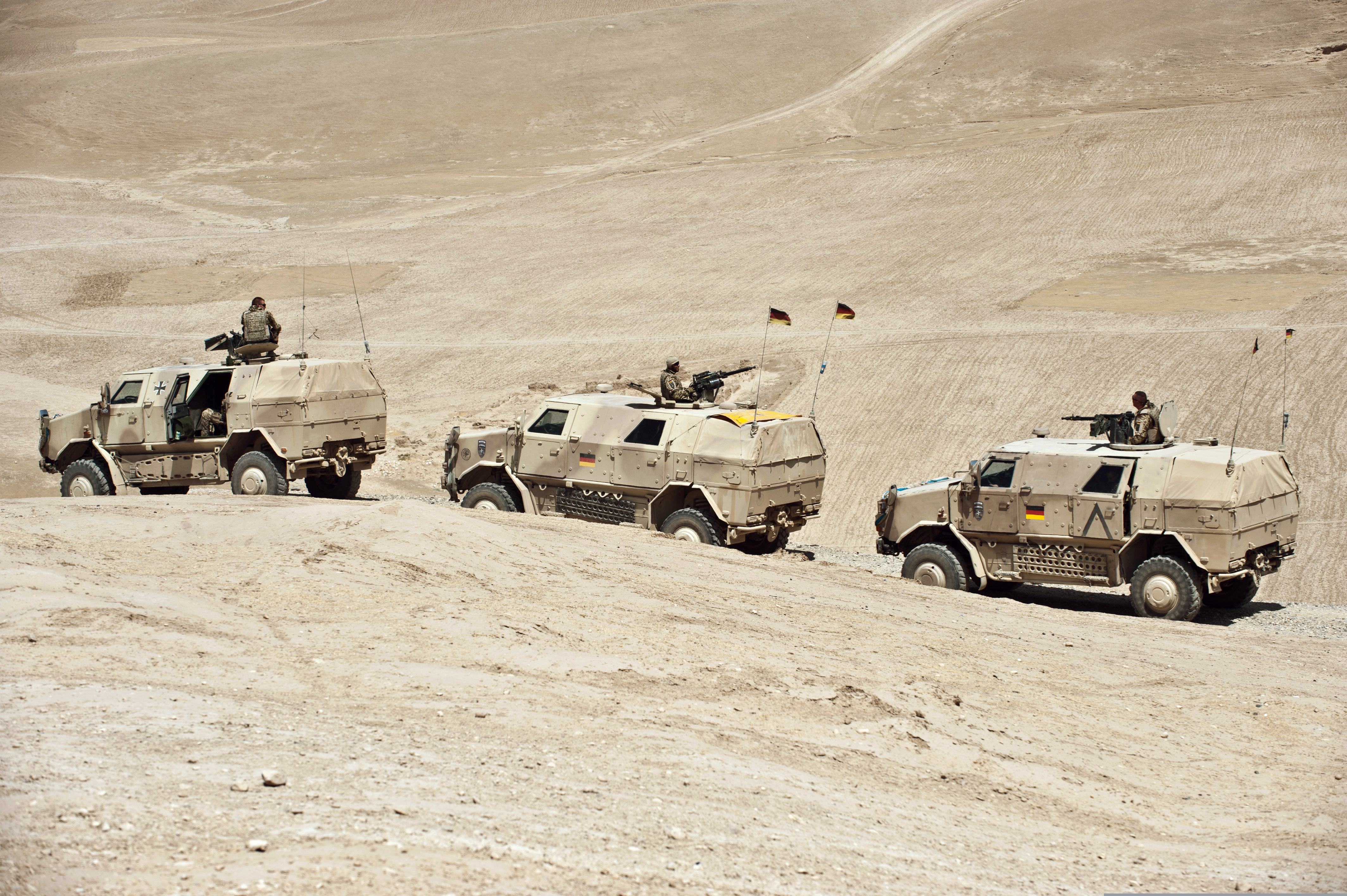
Német katonák járőröznek ATF Dingo járművekkel

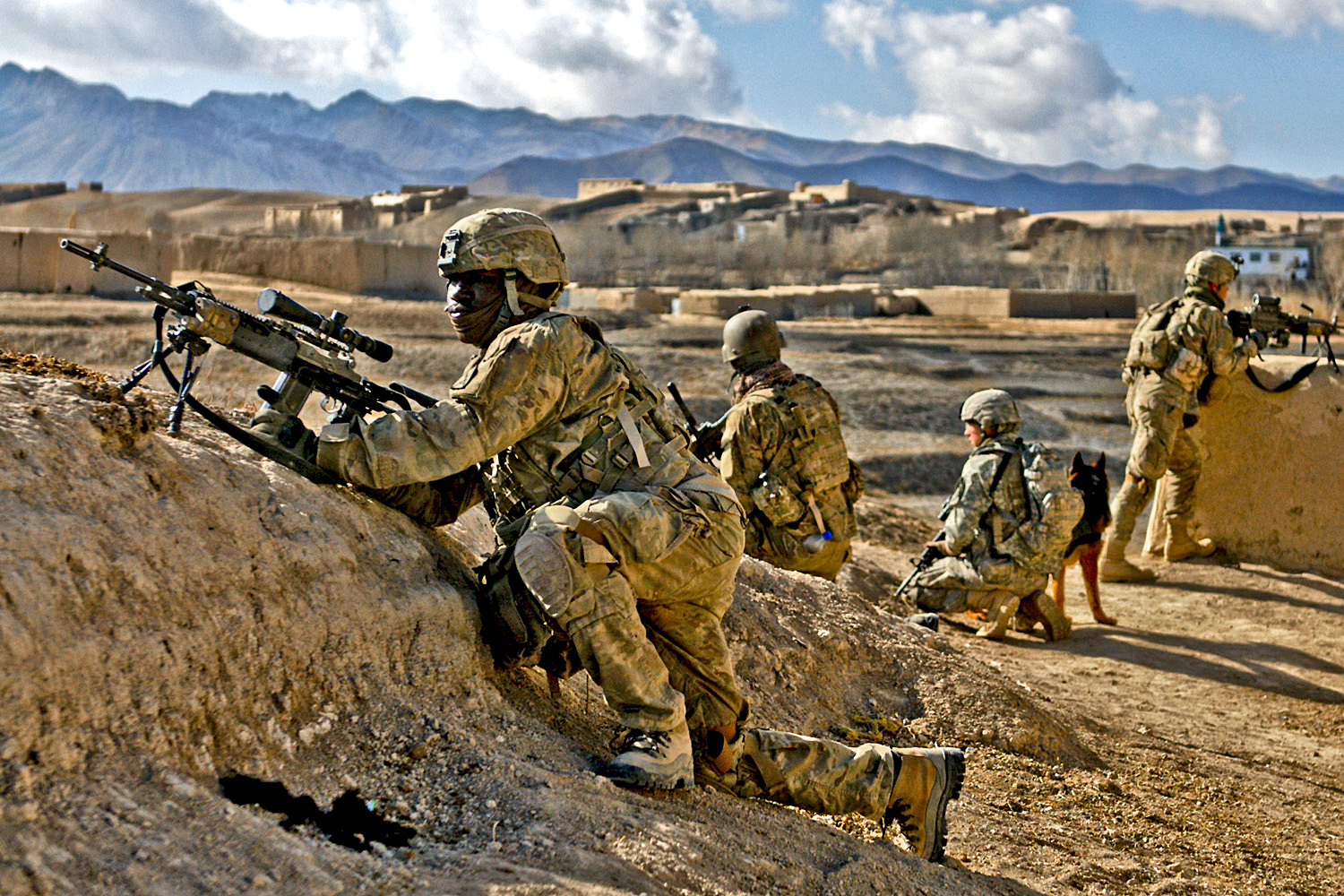
Amerikai katonák

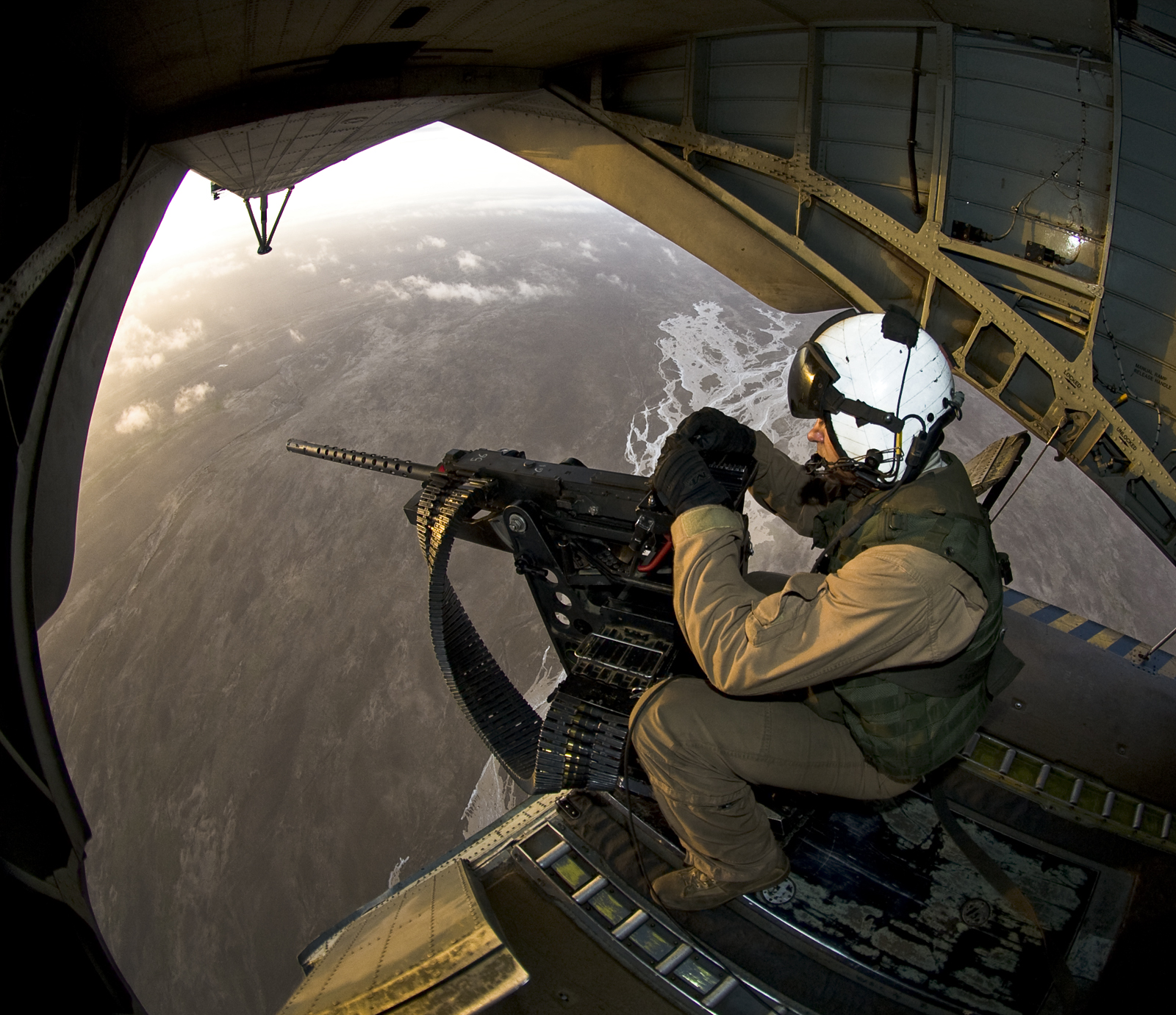
Útban valahol Afganisztán fölött

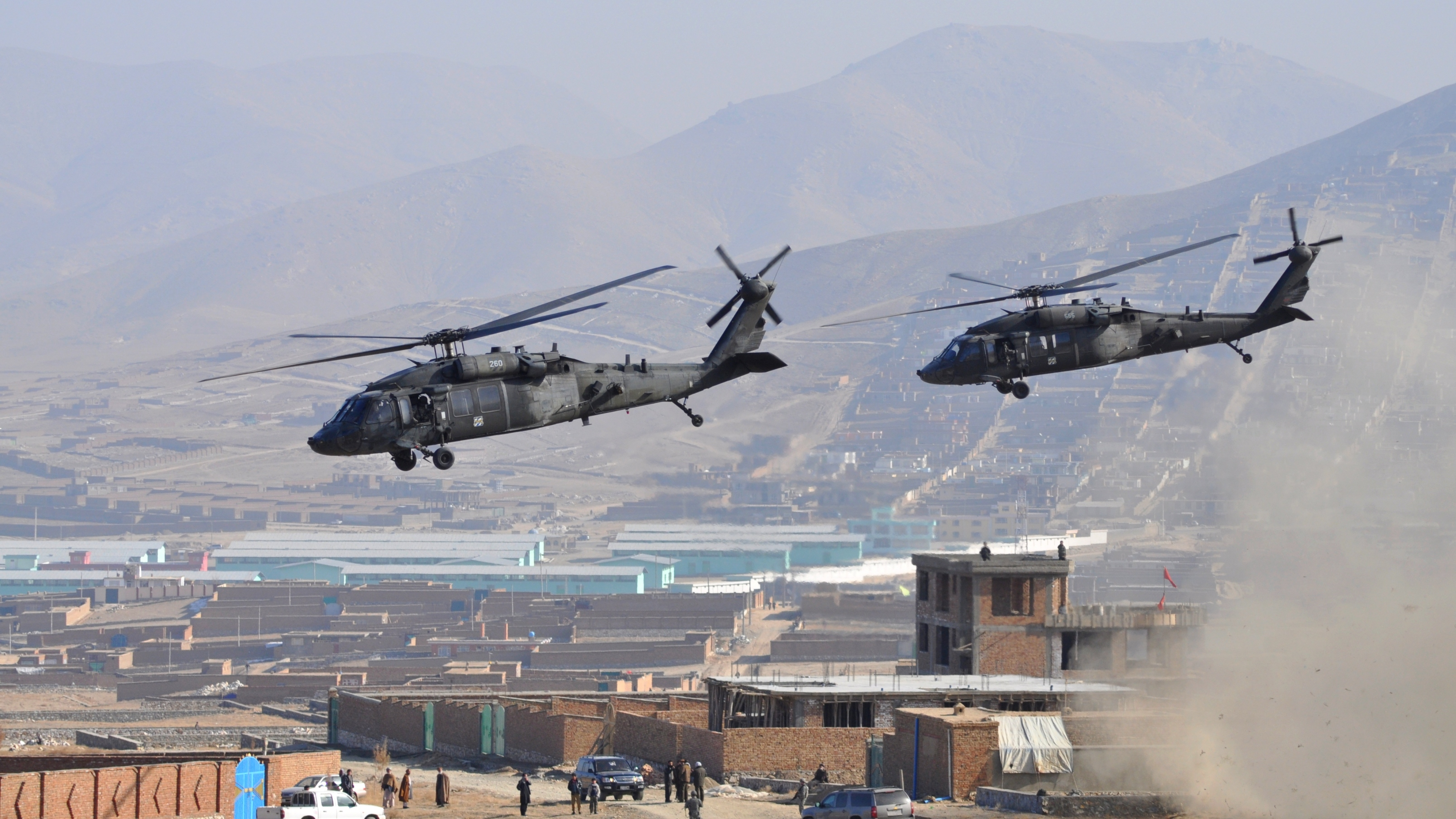
Blackhawk helikopterek indulnak bevetésre

Az ISAF afganisztáni központi parancsnoksága Kabulban található, ezenkívül 5 regionális központ is működik. A regionális parancsnokságok irányítása alá tartoznak a PRT-k.
- Főparancsnokság, Kabul, Egyesült Királyság
- Fővárosi Regionális Parancsnokság
  - Parancsnokság, Kabul, Franciaország
  - Nemzetközi repülőtér Kabul, Magyarország
- Északi Regionális Parancsnokság
  - Parancsnokság, Mazár-e Sarif, Németország
  - PRT Mazár-e Sarif, Svédország
  - PRT Feyzabad, Németország
  - PRT Kunduz, Németország
  - PRT Pol-e Homri, Magyarország
  - PRT Meymana, Norvégia
- Nyugati Regionális Parancsnokság
  - Parancsnokság, Herát, Olaszország
  - PRT Herat, Olaszország
  - PRT Farah, USA
  - PRT Qala-e Naw, Spanyolország
  - PRT Chaghcharan, Litvánia
- Déli Regionális Parancsnokság
  - Parancsnokság, Kandahár, Hollandia
  - PRT Kandahar, Kanada
  - PRT Lashkar Gah, Egyesült Királyság, Dánia és Észtország
  - PRT Tarin Kowt, Hollandia és Ausztrália
  - PRT Qalat, USA és Románia
- Keleti Regionális Parancsnokság
  - Parancsnokság, Bagram, USA
  - PRT Bagram, USA
  - PRT Sharana, USA
  - PRT Khost, USA
  - PRT Mether Lam, USA
  - PRT Bamyan, Új-Zéland
  - PRT Panjshir, USA
  - PRT Jalalabad, USA
  - PRT Gazni, USA
  - PRT Ashadabad, USA
  - PRT Nuristan, USA
  - PRT Wardak, Törökország
  - PRT Gardez, USA

## Részt vevő országok
37 ország katonái szolgáltak az ISAF kötelékében, összlétszámuk 2009 elején elérte az 55 100 főt. Őket akkor a kb. 28 000 fős afgán haderő, és a 30 000 fős afgán rendőri erők támogatták feladataik ellátásában.
A részvevő tagországok (2009. január 12-én):
- NATO tagországok:
  -  Amerikai Egyesült Államok, kb. 23 200 fő (további 8 000 fő szolgál közvetlen amerikai parancsnokság alatt)
  -  Belgium, kb. 410 fő
  -  Bulgária, kb. 465 fő
  -  Csehország, kb. 415 fő
  -  Dánia, kb. 700 fő
  -  Egyesült Királyság, kb. 8 190 fő
  -  Észtország, kb. 130 fő
  -  Franciaország, kb. 2890 fő
  -  Görögország, kb. 140 fő
  -  Hollandia, kb. 1700 fő
  -  Izland, kb. 8 fő
  -  Lengyelország, kb. 1590 fő
  -  Lettország, kb. 70 fő
  -  Litvánia, kb. 200 fő
  -  Luxemburg, kb. 10 fő
  -  Kanada, kb. 2 830 fő
  -  Magyarország, kb. 240 fő
  -  Németország, kb. 3 400 fő
  -  Norvégia, kb. 490 fő
  -  Olaszország, kb. 2350 fő
  -  Portugália, kb. 40 fő
  -  Románia, kb. 770 fő
  -  Spanyolország, kb. 800 fő
  -  Szlovákia, kb. 120 fő
  -  Szlovénia, kb. 70 fő
  -  Törökország, kb. 800 fő
- NATO partner országok:
  -  Albánia, kb. 140 fő
  -  Ausztria, 1 fő
  -  Azerbajdzsán, kb. 45 fő
  -  Finnország, kb. 100 fő
  -  Horvátország, kb. 280 fő
  -  Írország, kb. 7 fő
  -  Macedónia, kb. 140 fő
  -  Örményország, 0 fő
  -  Svédország, kb. 290 fő
- NATO-n kívüli országok:
  -  Ausztrália, kb. 1090 fő
  -  Új-Zéland, kb. 150 fő
- A békefenntartókat segítő, támogató erők:
  -  Afganisztán kb. 58 000 fő

## Magyar részvétel
2012-ben összesen kb. 340 magyar katona volt az országban különféle csapatoknál.
| Név (rövidítés, angol név)                                                                | Küldetés kezdete | Küldetés vége     | Létszám (fő)        | Bázis                                     | Megjegyzés |
| ----------------------------------------------------------------------------------------- | ---------------- | ----------------- | ------------------- | ----------------------------------------- | --- |
| MH Magyar Katonai Egészségügyi Kontingens                                                 | 2003. február    | 2003. december    |                     |                                           | Német parancsnokság alatt |
| Egyéni beosztásokban szolgálók                                                            | 2003. december   |                   |                     |                                           | |
| MH Könnyű Gyalog Század                                                                   | 2004. július     | 2006. szeptember  | 125 + 25 törzstiszt |                                           | Norvég parancsnokság alatt |
| Rendész szakasz                                                                           | 2005             | 2005              |                     | Kunduz                                    | Német parancsnokság alatt |
| MH Tartományi Újjáépítési Csoport (Provincial reconstruction team, PRT)                   | 2006. október    | 2013. március     | 230                 | Pol-e Homri                               | |
| MH KAIA Törzstiszti Csoport /MH KAIA TTCS/ ISAF KAIA Lead Nation                          | 2008. október 1. | 2009. március 31. | 67                  | Kabul Nemzetközi Repülőtér /KAIA/         | A Törzstiszti Csoport tagjai Afganisztán stratégiai jelentőségű - a főváros északi oldalán közvetlenül elhelyezkedő, éjjel és nappal folyamatosan működő - nemzetközi polgári és katonai repülőtérén az üzemeltetési, légiforgalmi irányítási, légiforgalmi kiképzési, repülésbiztonsági, légügyi hatósági, beruházási és fejlesztési, őrzésvédelmi és repülőtér biztonsági, légijárművek kiszolgálási, utasok ellátási, légiszállítású terhek kezelési, tűzoltási és egészségügyi, valamint tűzszerész feladatait irányították és hajtották végre a magyar katonák. |
| MH Különleges Műveleti Csoport (Special Operational Forces, SOF)                          | 2008             |                   | 20                  |                                           | Amerikai parancsnokság alatt |
| MH Műveleti Tanácsadó és Összekötő Csoport (Operational Mentoring and Liaison Team, OMLT) | 2009             |                   | 48                  | Baglán tartomány                          | Az Ohiói Nemzeti Gárda 12 tagjával kibővítve |
| MH Mi–35 Légi Kiképzési Támogató Csoport (Air Mentor Team, AMT)                           | 2010             |                   | 12                  | Kabul                                     | |
| MH Logisztikai Mentorcsoport (LMCS, ISAF Combat Support School)                           | 2010             |                   | 11                  | Kabul                                     | |
| MH Nemzeti Támogató Elem (NTE, HUN National Support Element Afghanistan)                  | 2010             |                   | 20                  | Mazar-i-Sarif                             | |
| MH Mi–17 Légi Tanácsadó Csoport (Air Advisory Team, AAT)                                  | 2011             |                   | 8                   | Shindand Repülőtér Bázis, Herat tartomány | |

## Kapcsolódó szócikk
- Magyarország és a NATO kapcsolatai